# Danka Barteková
Danka Barteková (n. 19 octombrie 1984, Trenčín, Republica Socialistă Cehoslovacia, Cehoslovacia) este o trăgătoare de tir ce a reprezentat Slovacia, medaliată olimpică. A participat la 3 ediții ale Jocurilor Olimpice (2008, 2012, 2016) în care a câștigat o medalie de bronz.